# Curucok Barat
Curucok Barat is een bestuurslaag in het regentschap Pidie van de provincie Atjeh, Indonesië. Curucok Barat telt 159 inwoners (volkstelling 2010).